# ماريانا باربوسا رامالهو
ماريانا باربوسا رامالهو (بالبرتغالية: Mariana Ramalho) هي لاعب كرة قدم أمريكية برازيلية، ولدت في 17 أغسطس 1987.

## وصلات خارجية
- ماريانا باربوسا رامالهو على موقع اللجنة الأولمبية الدولية (الإنجليزية)
- ماريانا باربوسا رامالهو على موقع أوليمبيديا (الإنجليزية)